# Стефанович Олександр

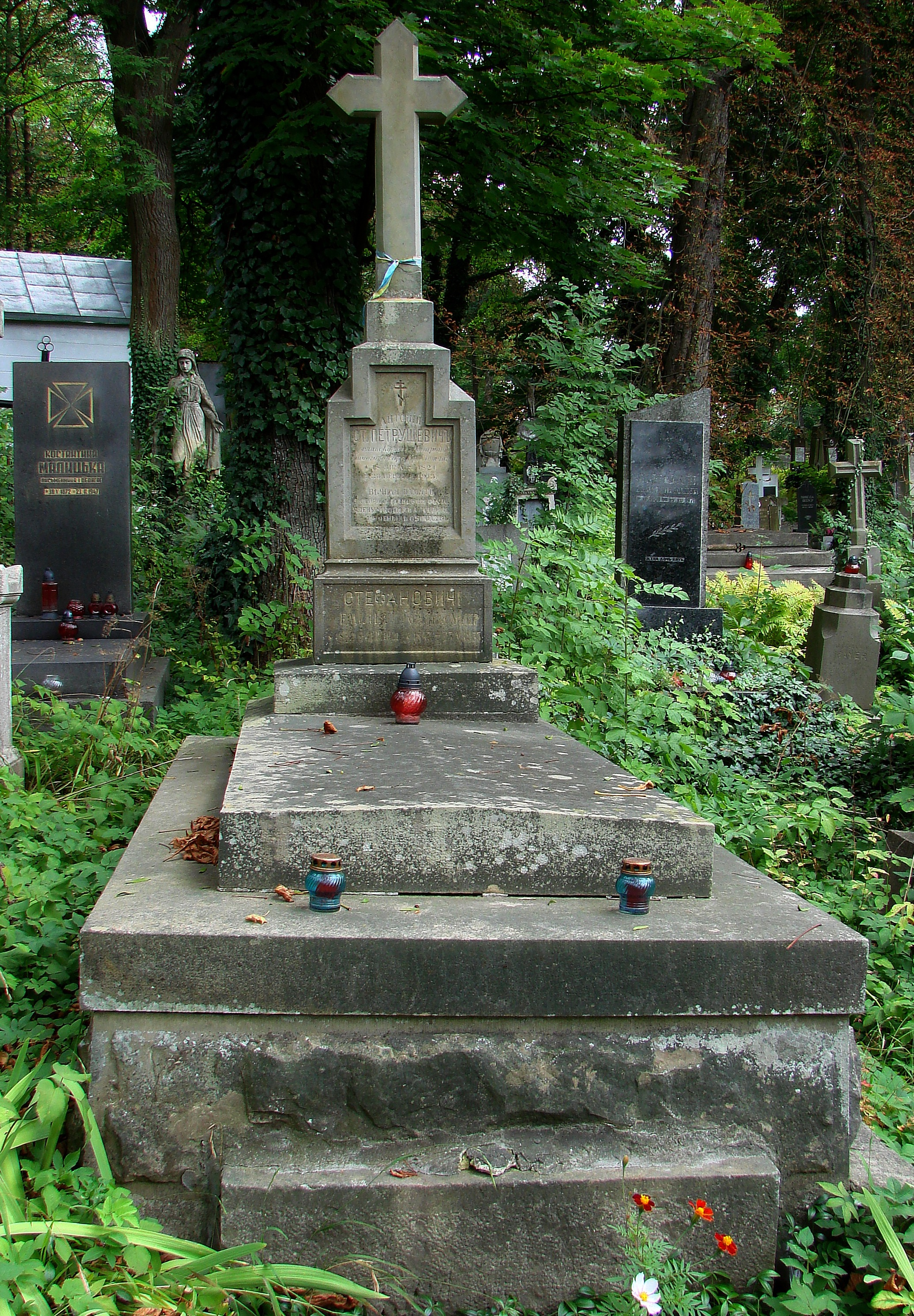

о. Олекса́ндр Симеонович Стефано́вич, або Алекса́ндер Стефано́вич (17 липня 1847, с. Озеряни, Тлумацький район, Івано-Франківська область — 23 травня 1933, Львів) — український громадсько-політичний, церковний і педагогічний діяч, священник УГКЦ.

## Життєпис
Народився в Озерянах поблизу Товмача (Тлумача) у родині священника о. Семена Стефановича й Емілії з дому Потелицької. Початкову освіту здобув у школі оо. василіян у Бучачі, яка на той час була німецькомовною, від 1860 року продовжив навчання у Станіславівській гімназії. Після закінчення гімназії 1867 року вступив на богословське відділення Львівського університету, де навчався упродовж двох років, а ще два наступні студіював богослов'я у Віденському університеті. Перед священничим рукоположенням одружився з Емілією Матіїв (згодом подружжя виховувало трьох дітей: Романа, Ярослава та Марту).
Висвячений на священика в 1873 році. Катехит дівочої учительської семінарії у Львові, співзасновник і член управ багатьох українських установ: один із засновників газети «Діло» (1880; її постійний співробітник), Українського Педагогічного Товариства («Рідна Школа»), політичної організації «Народна Рада», Української Національно-Демократичної Партії (постійний член її екзекутиви) та інших.
Входив до складу делегації (також Кость Левицький, Іван Кивелюк, Сидір Голубович, Лонгин Цегельський, Степан Баран) для перемовин 31 жовтня 1918 року з австрійським намісником Галичини генералом К. Гуйном щодо вимоги передату владу ЗУНР.
Голова Української трудової партії (1922–1923), почесний член товариства «Просвіта» і Українського педагогічного товариства.
Автор української бібліографії за 1877–1879 роки, підручника для середніх шкіл «Історія християнсько-католицької Церкви» (1878), першого молитовника українською мовою та численних статей у часописах.
Помер 23 травня 1933 року. Похований на Личаківському цвинтарі, поле № 5.

## Публікації О.Стефановича
- Спомини про перший вибір посла Романчука в Калуши р. 1883 // Дїло, 7.06.1913
- В якім напрямі має йти праця наших віч і послів // Дїло, 31.10.1913